# 胡戈·埃德曼
胡戈·埃德曼（德語：Hugo Wilhelm Traugott Erdmann，1862年5月8日—1910年6月25日）是一位德国化学家，他和他的博士导师雅各布·福尔哈德（Jacob Volhard）共同发现了Volhard–Erdmann环化反应。1898年，他首次提出“贵重气体”（德語：Edelgas）。1908年，埃德曼也提出了“Thiozone”（S3分子）。埃德曼著有《化学制剂简介》（Introduction to Chemical Preparations ）一书。

## 脚注
1. ↑  Renouf, Edward. . Science. 1901-02-15, 13 (320): 268–270. doi:10.1126/science.13.320.268.
2. ↑  Hugo Erdmann. . Justus Liebigs Annalen der Chemie. 1908, 362 (2): 133–173  [2011-05-26]. doi:10.1002/jlac.19083620202. （原始内容存档于2017-04-23）.